# Enz járás
Enz járás egy járás Baden-Württembergben. Enz járás Pforzheim, Calw, Böblingen, Ludwigsburg, Karlsruhe és Heilbronn járásokkal határos. Lakosainak száma 198 905 fő (2018. december 31.).

## Népesség
A járás népessége az elmúlt években az alábbi módon változott:

| 2018 | 198 905 |